# Кафана Цинцарин
Кафана „Цинцарин” подигнута је 1910. године у Обреновцу. На плацу који је спајао две улице, Главну са улицом Војводе Мишића, улаз у кафану био је из Главне улице (данас улица Милоша Обреновића бр. 21).

## Историјат
Први власници кафане, Никола и Ана Томић  у Обреновац су се доселили  из  Крушева (Македонија).  Имање са зградама, шталама, магазама,  купили су од Јевте Радовановића, бившег трговца из Обреновца. 
Због цинцарског порекла, Обреновчани су Николу звали Цинцарин, па је тако и кафана добила име.
Због све већег обима посла  на имању, убрзо из Македоније долази Николина сестра са своје троје деце. Како Никола и Ана нису имали своју децу, одгајали су сесатрину децу као своју. 
После Анине и Николине смрти, имање и кафану је водио сестић Милутин Мићић. После Другог светског рата, 1946. године кафана и све зграде на имању су национализоване.
Зграда кафане је временом мењала намену и власнике, а данас се у њој налази продавница „Синтелон“.